# Heather Jo Clark
Pour les articles homonymes, voir Clark.
Heather Jo Clark, née le 19 septembre 1980 à Los Angeles, est une pratiquante de MMA américaine.

## Biographie
Heather Jo Clark a commencé à prendre des cours de gymnastique en 2008 dans un club de Chute Boxe gym à Downtown Los Angeles. C'est là qu'elle a découvert le kickboxing et le MMA. Puis elle a déménagé à Albuquerque et a été prise en main durant plus de quatre ans par l'équipe Jackson-Winkeljohn's MMA.
Elle est ensuite entrée à l'Xtreme Couture à las Vegas.

## Carrière en MMA

### Début de carrière
L'organisation Victory Fighting Championship organise son premier combat féminin le 23 avril 2010, à Council Bluffs, dans l'Iowa (États-Unis) entre les deux américaines Karina Hallinan et Heather Jo Clark. Karina Hallinan l’emporte au bout de trois rounds très accrochés par décision unanime (28-29,28-29,27-30),.
Heather Jo Clark signe avec l'Evolution Combat Sports Championship et enchaîne trois combats victorieux contre les Américaines Kyane Hampton, April Coutino et Jennifer Scott. Son combat du 7 janvier 2011 lors de l'événement ECSC: Friday Night Fights 1 contre April Coutino reste mémorable puisqu'elle met KO son adversaire dès son premier coup de poing. Le spectacle n'aura duré que dix secondes mais il reçoit le titre de meilleur KO WMMA de l'année 2011.

### Xtreme Fighting Championships
Pour ses débuts à l'XFC le 10 février 2012, Heather Jo Clark rencontre l'Américaine Marianna Kheyfets à Knoxville dans le Tennessee (États-Unis) lors de l'XFC 16. Le premier round voit un affrontement debout et les deux combattantes se rendent coup pour coup. Marianna Kheyfets prend l'ascendant et, d'un coup de coude, amoche l’œil droit de son adversaire. Heather Jo Clark amène alors le combat au sol où elle domine jusqu'à la fin de la reprise. Durant la pause le docteur préfère stopper le combat devant l'état de la blessure d'Heather Jo Clark et Marianna Kheyfets remporte la victoire.

### Bellator Fighting Championships
Pour ses débuts au Bellator Fighting Championships Heather Jo Clark est opposée à sa compatriote Felice Herrig le 28 mars 2013 au Bellator 94 qui a lieu en Floride à Tampa. Le combat est très équilibré et elle est vaincue par décision partagée (29-28, 29-28, 28-29).

### Palmarès en MMA
| 14 combats     | 8 victoires | 6 défaites |
| Par KO         | 2           | 1          |
| Par soumission | 3           | 0          |
| Sur décision   | 3           | 5          |

| Résultat | Record | Adversaire             | Méthode                                 | Événement                                                           | Date             | Round | Temps | Lieu                                | Notes                                                    |
| -------- | ------ | ---------------------- | --------------------------------------- | ------------------------------------------------------------------- | ---------------- | ----- | ----- | ----------------------------------- | -------------------------------------------------------- |
| Victoire | 8-6    | Kinberly Tanaka Novaes | Décision unanime                        | Invicta FC 30: Frey vs. Grusander                                   | 21 juillet 2018  | 3     | 5:00  | Kansas City, Missouri, États-Unis   |                                                          |
| Défaite  | 7-6    | Alexa Grasso           | Décision unanime                        | The Ultimate Fighter Latin America 3 Finale: dos Anjos vs. Ferguson | 5 novembre 2016  | 3     | 5:00  | Mexico, Mexique                     |                                                          |
| Défaite  | 7-5    | Karolina Kowalkiewicz  | Décision unanime                        | UFC Fight Night: Overeem vs. Arlovski                               | 8 mai 2016       | 3     | 5:00  | Rotterdam, Pays-Bas                 |                                                          |
| Victoire | 7-4    | Bec Rawlings           | Décision unanime                        | The Ultimate Fighter: A Champion Will Be Crowned Finale             | 12 décembre 2014 | 3     | 5:00  | Las Vegas, Nevada, États-Unis       | Inauguration de la division des poids pailles à l'UFC.   |
| Victoire | 6-4    | Hannah Cifers          | Décision unanime                        | XFC 26: Night of Champions 3                                        | 18 octobre 2013  | 3     | 5:00  | Nashville, Tennessee, États-Unis    |                                                          |
| Défaite  | 5-4    | Felice Herrig          | Décision partagée                       | Bellator 94                                                         | 28 mars 2013     | 3     | 5:00  | Tampa, Floride, États-Unis          |                                                          |
| Défaite  | 5-3    | Stephanie Eggink       | Décision unanime                        | XFC 21: Night of Champions 2                                        | 7 décembre 2012  | 3     | 5:00  | Nashville, Tennessee, États-Unis    |                                                          |
| Victoire | 5-2    | Avery Vilche           | Soumission (étranglement arrière)       | XFC 18: Music City Mayhem                                           | 22 juin 2012     | 1     | 1:51  | Nashville, Tennessee, États-Unis    |                                                          |
| Défaite  | 4-2    | Marianna Kheyfets      | TKO (arrêt du docteur)                  | XFC 16: High Stakes                                                 | 10 février 2012  | 1     | 5:00  | Knoxville, Tennessee, États-Unis    |                                                          |
| Victoire | 4-1    | Sarah Alpar            | Soumission (étranglement arrière)       | Freestyle Cage Fighting 49                                          | 1er octobre 2011 | 3     | 1:28  | Shawnee, Oklahoma, États-Unis       |                                                          |
| Victoire | 3-1    | Jennifer Scott         | TKO (coups de coude)                    | ECSC: Friday Night Fights 3                                         | 15 avril 2011    | 2     | 2:19  | Clovis, Nouveau-Mexique, États-Unis |                                                          |
| Victoire | 2-1    | April Coutino          | KO (coups de poing)                     | ECSC: Friday Night Fights 1                                         | 7 janvier 2011   | 1     | 0:10  | Clovis, Nouveau-Mexique, États-Unis | Meilleur KO WMMA de l'année 2011.                        |
| Victoire | 1-1    | Kyane Hampton          | TKO (coups de genoux et coups de poing) | ECSC: Evolution 1                                                   | 30 octobre 2010  | 1     | 1:54  | Clovis, Nouveau-Mexique, États-Unis |                                                          |
| Défaite  | 0-1    | Karina Hallinan        | Décision unanime                        | VFC 31                                                              | 23 avril 2010    | 3     | 5:00  | Council Bluffs, Iowa, États-Unis    | Premier combat féminin du Victory Fighting Championship. |